# The Wrong Missy
Pour plus de détails, voir Fiche technique et Distribution.
The Wrong Missy est un film américain réalisé par Tyler Spindel, sorti en 2020.

## Synopsis
Tim invite Missy à Hawaï. Mais il se rend compte qu'il a envoyé l'invitation à la mauvaise Missy, avec qui il avait eu un rendez-vous cauchemardesque.

## Fiche technique
- Titre : The Wrong Missy
- Réalisation : Tyler Spindel
- Scénario : Chris Pappas et Kevin Barnett
- Musique : Mateo Messina
- Photographie : Theo van de Sande
- Montage : Brian M. Robinson et J. J. Titone
- Production : Allen Covert, Kevin Grady, Judit Maull et Adam Sandler
- Société de production : Happy Madison Productions, Netflix et QC Entertainment
- Pays :  États-Unis
- Genre : Comédie romantique
- Durée : 90 minutes
- Dates de sortie : 
  - Netflix : 13 mai 2020

## Distribution
- David Spade : (VF : Guillaume Lebon) Tim Morris
- Lauren Lapkus : (VF : Edwige Lemoine) Missy
- Nick Swardson : (VF: Xavier Fagnon) Nate
- Geoff Pierson : (VF : Jean Barney) Jack Winstone
- Jackie Sandler : (VF : Diane Dessigny) Jess
- Molly Sims : (VF : Laura Blanc) Melissa
- Sarah Chalke : (VF : Véronique Desmadryl) Julia
- Chris Witaske (en) : (VF : Constantin Pappas) Rich
- Rob Schneider : (VF : Thierry Kazazian) Komante
- John P. Farley : Calvin Sr.
- Joe "Roman Reigns" Anoai : Gary (Tatted Meathead)
- John Farley : Calvin Sr.
- Jorge Garcia : (VF: Jérôme Pauwels) le gars deans l'avion (V.O. : Guy on a plane)
- Vanilla Ice : Rob Van Winkle
- Jonathan Loughran : Paul
- Jared Sandler : Stuart
- Chris Titone :(VF: Mathias Kozlowski) Titone
- Arlene Newman : Barbara Winstone
- Candace Smith : Camille
- Camille Claire : Serveuse
- Joseph Vecsey : Employé de compagnie aérienne
- Brandon Cournoyer : Barman de l'aéroport
- Therese Olival : passagère de l'avion
- Sadie Sandler : Lobby Strong Sadie
- Sunny Sandler : Lobby Strong Sunny
- Emma Rose Goldstein : Lobby Strong Emma
- Bobby Lee : Réceptioniste
- Darah Dung : Employée de l'Hôtel
- Sarah Halford : Personnel du SPA
- Janice Morimoto : Personnel du SPA
- Lori Pelenise Tuisano : la femme du Bus
- Tim Wiles : client des toilettes
- Kevin Yamada : serveur de l'hôtel
- Adele Chu : femme dans l'avion
- Dorothy Mane : masseuse
- Robert Harvey : Coordinateur du spectacle de talent

## Accueil
Le film a reçu un accueil défavorable de la critique. Il obtient un score moyen de 33 % sur Metacritic.